# Dendronephthya alcocki
Dendronephthya alcocki är en korallart som beskrevs av Thomson och Henderson 1906. Dendronephthya alcocki ingår i släktet Dendronephthya och familjen Nephtheidae. Inga underarter finns listade i Catalogue of Life.